# Yagenechito
Yagenechito (Yaknachitto, Yaknechito) /"big earth ili "big country."/ Pleme Indijanaca porodice Chitimachan, vjerojatno istočni ogranak Chitimacha, koji su u vrijeme dolaska Francuza (1699.) bili u savezu s plemenima Chitimacha, Chawasha i Washa, i naseljavali krajeve istočno od Chitimacha, vjerojatno u području istočno od današnjeg Charentona, na delti Mississippija, Louisiana. O njihovom brojnom stanju nije ništa poznato. Uskoro su se izgubili u povijesti, vjerojatno nestavši u jačim Chitimacha plemnima s kojima su podijelili sudbinu.